# Haematoma
Haematoma är det amerikanska death metal-bandet Pustulateds andra studioalbum, utgivet 2005 av skivbolaget Goregiastic Records.

## Låtlista
1. "Eosinophilis Tognosia" – 1:33
2. "Sinsoriacanthromdebic Carcinoma - Lining the Vulvovaginal Trichomoniasis" – 2:49
3. "Zacre – 2:10
4. "Dyerrhea Pallidum" – 2:27
5. "Cut into Pieces" (Vengeance Rising-cover) – 3:08
6. "Neuro-Dimebag Exhumation" – 1:45
7. "Dementia Infinita" – 2:21
8. "Thoracic Gallagonal Aspiration" – 2:14
9. Coronary Artery Thrombosis with Posterior Wall Myocardial Fibrosis" – 2:12
10. "Adipocere: Sinking, Putrefaction And Re-Floating" – 1:59
11. "Expansion Of Subpleural Petachiae: Heamodulation And Heamolysis" – 1:51
12. "Lupus Nephritis" – 2:23

## Medverkande
Musiker (Pustulated-medlemmar)
- Andrés Usma – sång, gitarr
- Cory – gitarr
- Chad Walls – trummor